# Acacia leucacantha
Acacia leucacantha é uma espécie de leguminosa do gênero Acacia, pertencente à família Fabaceae.